# ホドリゴ・ピンパォン・ヴァイアーナ
ホドリゴ・ピンパォン・ヴィアンナ（Rodrigo Pimpão Vianna, 1987年10月23日 - ）は、ブラジル・クリチバ出身のサッカー選手。オペラリオ・フェロヴィアリオEC所属。ポジションはFW・MF（左ウィング）。
Jリーグ時代の登録名はホドリゴ・ピンパォン、Kリーグ時代の登録名はピンパン（ハングル: 핑팡）。
5歳からフットサルに親しみ、歯科大学に通っていた大学1年からサッカーを始めて、大学3年でプロ選手になった。

## クラブ歴
5歳からフットサルを始める。歯科医を目指し歯科大学に通っていた2006年、趣味でフットサルをやっていたところ、サッカー関係者の目に止まりサッカーを始めたという経歴を持つ。2009年シーズンにはCRヴァスコ・ダ・ガマでカンピオナート・ブラジレイロ・セリエB優勝を経験する。
2011年1月24日、J1・セレッソ大阪が8月1日までの期限付き移籍での獲得を発表。クラブの強化部長である梶野智は6月の段階で契約延長を前提に交渉していると発言していたものの、7月19日に翌月1日付での契約期間満了が発表された。
2011年8月3日、大宮アルディージャへ期限付き移籍となり再びJ1でプレー。同年11月29日、契約満了に伴い翌シーズンの契約を更新しないことが発表された。
2014年より所属したアメリカ-RNでは公式戦合計20得点を記録し、翌年にボタフォゴFRへ移籍する。加入初年度にセリエB制覇の一員となり、コパ・リベルタドーレス2017では5得点を挙げる。2018年にはカンピオナート・カリオカのタイトルを獲得した。
2020年シーズンよりCSAへ移籍すると、翌年のカンピオナート・アラゴアーノ優勝に貢献する。
2021年5月26日、オペラリオ・フェロヴィアリオECへ加入した。

## 個人成績
| 国内大会個人成績 | 国内大会個人成績 | 国内大会個人成績 | 国内大会個人成績 | 国内大会個人成績 | 国内大会個人成績 | 国内大会個人成績 | 国内大会個人成績 | 国内大会個人成績 | 国内大会個人成績 | 国内大会個人成績 | 国内大会個人成績 |
| 年度             | クラブ           | 背番号           | リーグ           | リーグ戦         | リーグ戦         | リーグ杯         | リーグ杯         | オープン杯       | オープン杯       | 期間通算         | 期間通算         |
| 年度             | クラブ           | 背番号           | リーグ           | 出場             | 得点             | 出場             | 得点             | 出場             | 得点             | 出場             | 得点             |
| ブラジル         | ブラジル         | ブラジル         | ブラジル         | リーグ戦         | リーグ戦         | ブラジル杯       | ブラジル杯       | オープン杯       | オープン杯       | 期間通算         | 期間通算         |
| ---------------- | ---------------- | ---------------- | ---------------- | ---------------- | ---------------- | ---------------- | ---------------- | ---------------- | ---------------- | ---------------- | ---------------- |
| 2008             | パラナ           |                  | セリエB          | 11               | 2                |                  |                  |                  |                  |                  |                  |
| 2009             | ヴァスコ         |                  | セリエB          | 9                | 1                |                  |                  |                  |                  |                  |                  |
| 2010             | パラナ           |                  | セリエB          | 25               | 7                | 8                | 3                | -                | -                | 33               | 10               |
| 日本             | 日本             | 日本             | 日本             | リーグ戦         | リーグ戦         | リーグ杯         | リーグ杯         | 天皇杯           | 天皇杯           | 期間通算         | 期間通算         |
| 2011             | C大阪            | 9                | J1               | 14               | 4                | -                | -                | -                | -                | 14               | 4                |
| 2011             | 大宮             | 37               | J1               | 9                | 1                | 2                | 0                | 0                | 0                | 11               | 1                |
| ブラジル         | ブラジル         | ブラジル         | ブラジル         | リーグ戦         | リーグ戦         | ブラジル杯       | ブラジル杯       | オープン杯       | オープン杯       | 期間通算         | 期間通算         |
| 2012             | ポンチ・プレッタ |                  | セリエA          |                  |                  |                  |                  |                  |                  |                  |                  |
| 韓国             | 韓国             | 韓国             | 韓国             | リーグ戦         | リーグ戦         | リーグ杯         | リーグ杯         | FA杯             | FA杯             | 期間通算         | 期間通算         |
| 2013             | 水原三星         |                  | Kクラシック      |                  |                  |                  |                  |                  |                  |                  |                  |
| ブラジル         | ブラジル         | ブラジル         | ブラジル         | リーグ戦         | リーグ戦         | ブラジル杯       | ブラジル杯       | オープン杯       | オープン杯       | 期間通算         | 期間通算         |
| 2013             | アメリカ-RN      |                  | 州選手権         |                  |                  |                  |                  |                  |                  |                  |                  |
| イラン           | イラン           | イラン           | イラン           | リーグ戦         | リーグ戦         | ハズフィ杯       | ハズフィ杯       | オープン杯       | オープン杯       | 期間通算         | 期間通算         |
| 2014             | トラークトゥール |                  | イラン・プロ     |                  |                  |                  |                  |                  |                  |                  |                  |
| ブラジル         | ブラジル         | ブラジル         | ブラジル         | リーグ戦         | リーグ戦         | ブラジル杯       | ブラジル杯       | オープン杯       | オープン杯       | 期間通算         | 期間通算         |
| 2014             | アメリカ-RN      |                  | 州選手権         |                  |                  |                  |                  |                  |                  |                  |                  |
| 通算             | ブラジル         | ブラジル         | セリエB          | 45               | 10               | 8                | 3                |                  |                  | 53               | 13               |
| 通算             | ブラジル         | ブラジル         | 州選手権         |                  |                  |                  |                  |                  |                  |                  |                  |
| 通算             | 日本             | 日本             | J1               | 23               | 5                | 2                | 0                | 0                | 0                | 25               | 5                |
| 通算             | 韓国             | 韓国             | Kクラシック      |                  |                  |                  |                  |                  |                  |                  |                  |
| 通算             | イラン           | イラン           | イラン・プロ     |                  |                  |                  |                  |                  |                  |                  |                  |
| 総通算           | 総通算           | 総通算           | 総通算           | 68               | 15               | 10               | 3                | 0                | 0                | 78               | 18               |

| 国際大会個人成績 | 国際大会個人成績 | 国際大会個人成績 | 国際大会個人成績 | 国際大会個人成績 |
| 年度             | クラブ           | 背番号           | 出場             | 得点             |
| AFC              | AFC              | AFC              | ACL              | ACL              |
| ---------------- | ---------------- | ---------------- | ---------------- | ---------------- |
| 2011             | C大阪            | 9                | 7                | 4                |
| 通算             | AFC              | AFC              | 7                | 4                |

その他公式戦
- 2009年
  - リオデジャネイロ州選手権 16試合6得点
- 2010年
  - リオデジャネイロ州選手権 5試合0得点

## タイトル
ヴァスコ・ダ・ガマ
- カンピオナート・ブラジレイロ・セリエB : 2009

トラークトゥール・サーズィーハズフィー・カップ : 2013-14
ボタフォゴ
- カンピオナート・ブラジレイロ・セリエB : 2015
- カンピオナート・カリオカ : 2018

CSA
- カンピオナート・アラゴアーノ : 2021